# Urs Küry
Urs Küry (ur. 6 maja 1901 w Lucernie, zm. 3 listopada 1976 w Bazylei) – szwajcarski biskup i teolog starokatolicki.

## Życiorys
Wychował się w Bazylei. Był synem Adolfa Kürye'ego, od 1924 biskupa Berna Kościoła Chrześcijańskokatolickiego w Szwajcarii. W 1920 uzystał maturę i następnie podjął studia w zakresie teologii chrześcijańskokatolickiej na Uniwersytecie w Bernie. W 1924 jako diakon objął urząd wikariusza w Bazylei. 12 października 1924 przyjął święcenia kapłańskie z rąk swojego ojca bp Adolfa Kürye'ego. W latach 1927–1928 studiował filozofię na Sorbonie, zaś w 1929 pod kierunkiem dra Pawła Haeberlina, uzyskał stopień doktora filozofii. W latach 1929–1930 piastował funkcję proboszcza w Genewie, w latach 1930-1938 był proboszczem w Zurychu, a w latach 1938-1966 w Olten. Od 1940 był profesorem nadzwyczajnym teologii systematycznej przy Wydziale Chrześcijańskokatolickim Uniwersytetu w Bernie. W 1948 brał udział w Założycielskim Zgromadzeniu Światowej Rady Kościołów w Amsterdamie jako delegat Kościoła Chrześcijańskokatolickiego Szwajcarii. 20 czerwca 1955 został wybrany na nowego biskupa Brna Kościoła Chrześcijańskokatolickiego w Szwajcarii i 25 września tego samego roku przyjął sakrę biskupią z rąk abp Andreasa Rinkela. Piastował także funkcję sekretarza Międzynarodowej Konferencji Biskupów Starokatolickich Kościołów Utrechckich. 
W 1966 opublikował pionierską pracę „Kościół starokatolicki. Historia, nauka, dążenia”, która ukazała się w ramach serii „Kościół świata”. W 1996 ukazało się jej polskie wydanie opracowane naukowo i przetłumaczone przez bpa prof. Wiktora Wysoczańskiego i wydane nakładem Wydawnictwa Naukowego Chrześcijańskiej Akademii Teologicznej w Warszawie.
W 1972 ustąpił z urzędu biskupa Brna. Zmarł 3 listopada 1976.
Był żonaty z Emmą Küry-Vogt (1906-1998).